# ハルフダン・シェルルフ
ハルフダン・シェルルフ（Halfdan Kjerulf, 1815年9月17日 クリスチャニア（現オスロ） - 1868年8月11日 グレフセン）は、ノルウェーの作曲家。

## 経歴
高級官僚の家庭に生まれる。当初は法曹界を目指してクリスチャニア大学で教育を受けるも、1839年に病を得て学業を中断し、翌年しばらくパリに転地した。帰国後まもなく父親と2人の肉親を喪い、クリスチャニアの主力新聞『立憲』（Den Constitutionelle）に職を得て、1845年まで勤務した。
本気で音楽を学んだことがそれまでなかったにもかかわらず、音楽教師や歌曲作曲家として活動を始めるが、10年間とりたてて注意を集めることもなかった。1848年にカール・アーノルトに学び、コペンハーゲンでニルス・ゲーゼに師事した後、ノルウェー政府の1年間の給費留学生として1850年にライプツィヒ入りし、エルンスト・リヒターに師事した。帰国後は長年にわたって定期的に演奏会を開こうとするも不首尾に終わったが、その間にも抒情的な歌曲の創作においてビョルンソンらの文学者と共作を行なっていた。社会的に認知されたのは1860年代になってからである。
芸術家としての名声はひとえに、ノルウェー語による美しい声楽曲（重唱曲や独唱歌曲）に負っている。しかしピアノ曲も同じように魅力的である。2001年にはエイナル・ステーン＝ノックレベルグによって、ピアノ曲の全曲録音が実現された。